# Odontopera exsul
Odontopera exsul är en fjärilsart som beskrevs av Tchetrerikov 1905. Odontopera exsul ingår i släktet Odontopera och familjen mätare. Inga underarter finns listade i Catalogue of Life.